# Золотоклювый аремон
Золотоклювый аремон (лат. Arremon aurantiirostris) — вид воробьиных птиц из семейства Passerellidae. Занесён в Красную книгу МСОП как вид, вызывающий наименьшие опасения (LC).
Ареал простирается от юга Мексики до севера Перу; проходит в Мексике через штаты Оахака, Веракрус, Табаско и Чьяпас, далее через Белиз и север Гватемалы, Гондурас, Никарагуа, Коста-Рику, Панаму, тихоокеанское побережье Колумбии и Эквадора.
Обитает в довольно густых субтропических и тропических влажных лесах, часто в районе низменностей. Однако в Коста-Рике места обитания золотоклювого аремона наблюдаются на высоте 1200 метров над уровнем моря. Кормятся в кустарниках или на земле. Питаются семенами, насекомыми, фруктами. Птицы образуют пары или небольшие группы.

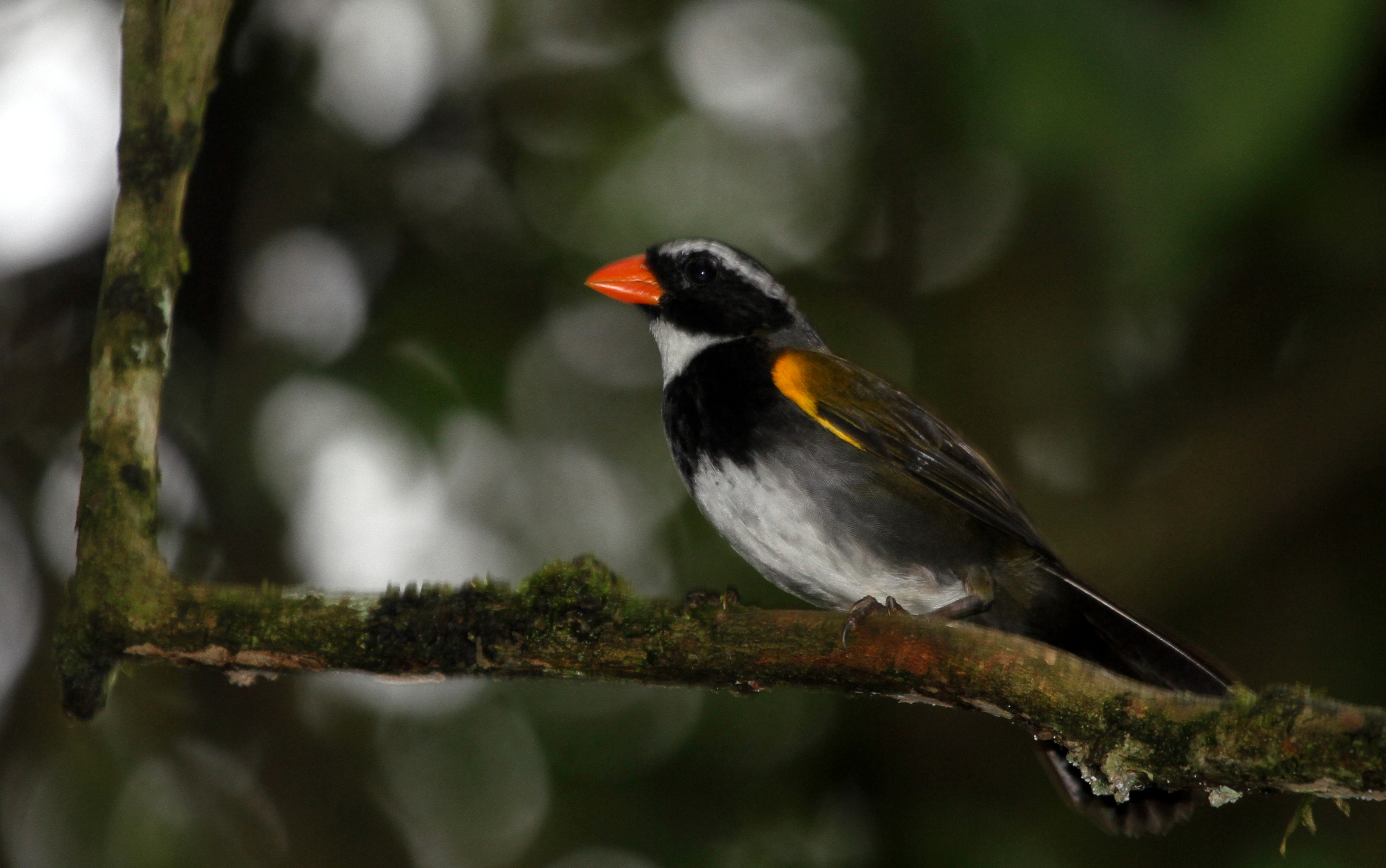

Взрослые особи достигают длины от 14,5 до 16,5 сантиметров. Нет очевидного полового диморфизма. У птиц ярко-оранжевый клюв, оперение на голове чёрное с белой и толстой надглазной линией. По середине головы проходит серая линия, которая не очень очевидна. Горло и передняя часть шеи белые, а стороны шеи серые. На груди есть характерная очень толстая чёрная полоса. Брюхо белое с сероватыми боками. Спина, крылья и хвост тёмно-оливкового цвета, с жёлтым пятном, не всегда очевидным, на плечах. Птенцы имеют тёмный клюв и тёмно-оливковое оперение со светлым горлом. Лапки телесного цвета.
Гнездятся с апреля по август. Строят гнёзда на земле, пустошах и вырубках. Гнездо — грубая покрытая структура, вылепленная из листьев, корешков, волокон и покрытых листьями папоротников или плаунка. Самки высиживают два белых яйца с небольшими коричневыми или чёрными пятнами.